# Chiesa di Sant'Antonio Abate (Bologna)
La Chiesa di Sant'Antonio Abate è un luogo di culto cattolico a Bologna.

## Storia
Fu eretta nel 1328 sull'incrocio tra la strada di San Mamolo e la Via Mirasol Grande, nelle vicinanze della Chiesa di San Procolo. Si appoggiava già su un palazzo nobiliare che, rimaneggiato, prenderà il nome di Collegio Montalto, in cui verrà fondato il Collegio San Luigi. Nel 1615 Floriano Ambrosini progettò un rinnovamento pressoché totale dell'edificio.
Subì più volte rimaneggiamenti sia sulla facciata sia negli interni. Nel 1766 la facciata venne ornata con numerose decorazioni, ora scomparse.
Agli inizi del 1800 l'interno della Chiesa venne utilizzato da Francesco Zambeccari per la preparazione del suo pallone volante, una sorta prototipo di pallone aerostatico con cui tentò di volare. Il pallone venne trasportato dalla chiesa fino ai giardini della Montagnola dove tentò il suo primo volo in una notte di settembre del 1803.

## Descrizione
L'interno della Chiesa è decorato con dipinti di Lavinia Fontana e del padre Prospero, realizzati verso la fine del 1500. Sempre nello stesso periodo è attivo all'interno della Chiesa il pittore fiammingo Dionisio Calvart, i cui dipinti sono ancora visibili sul lato della cappella.